# コ・ユンジョン
コ・ユンジョン（고윤정、1996年4月22日 - ）は、韓国の女優・モデル。テレビドラマ『彼はサイコメトラー -He is Psychometric-』（2019）でデビューし、Netflixの『Sweet Home －俺と世界の絶望－』（2020）の脇役で高い評価を得た。 また、テレビドラマ『ロースクール』（2021）、『還魂』（2022-2023）、映画『ハント』（2022）への出演でも知られる。

## デビュー前
1996年4月22日に韓国ソウルで生まれ、ソウル女子大学の現代美術科で学んだ。

## 経歴

### デビュー
ソウル女子大学卒業後、モデル兼女優としてMAAエンターテインメントに所属。最初にスポーツ各種のコマーシャルモデル、その後ナイキ、ジョルジオ・アルマーニ、リッツクラッカーズ、SKテレコムのコマーシャルモデルとなる。

### 2019–現在: 女優デビュー
2019年、演技への関心を表明した後、テレビシリーズ『彼はサイコメトラー -He is Psychometric-』でキム・ソヒョンを演じて演技デビューを果たす。
2020年、韓国のNetflixテレビシリーズ「保健教師アン・ウニョン 」のカメオ出演で高く評価され、同年に大ヒットしたNetflixテレビシリーズ『彼はサイコメトラー -He is Psychometric-』に悲劇的な過去を持つ悲しい世話人であるパク・ユリとして出演した。この役で賞賛され評価された。
2021年、「ロースクール」にチョン・イェスルとして出演し、デート暴力に苦しんでいる法学生を演じ好評を得た。
2022年, アクションスリラー「ハント」で映画デビューを果たし、同じ年、tvN時代劇ファンタジーシリーズ「還魂」に参加し、パート1では熟練した暗殺者ナクスとして出演した。2022年12月、シリーズのパート2 – 「環魂　光と影」で記憶喪失の神女、チン・ブヨンを演じた。
2023年、「ムービング」(Disney+)に出演

## 出演作

### 映画
| 年   | 題名   | 役名           | 備考 | 参照          | 吹替     |
| ---- | ------ | -------------- | ---- | ------------- | -------- |
| 2022 | ハント | チョ・ユジョン | 助演 | [ 21 ] [ 22 ] | 松井暁波 |

### ドラマ
| 年        | 製作    | 題名                                    | 役名             | 備考                               | 参照   | 吹替         |
| --------- | ------- | --------------------------------------- | ---------------- | ---------------------------------- | ------ | ------------ |
| 2019      | tvN     | 彼はサイコメトラー -He is Psychometric- | キム・ソヒョン   |                                    | [ 23 ] | N/A          |
| 2020      | Netflix | 保健教師アン・ウニョン                  | チェ・ユジン     | カメオ出演                         |        |              |
| 2020      | Netflix | Sweet Home -俺と世界の絶望-             | パク・ユリ       |                                    |        | 宇田川紫衣那 |
| 2021      | JTBC    | ロースクール                            | チョン・イェスル |                                    | [ 24 ] |              |
| 2022      | Netflix | キミと僕の警察学校                      | チョン・イェスル | カメオ出演                         |        |              |
| 2022-2023 | tvN     | 還魂                                    | ナクス           | シーズン1、カメオ出演              |        |              |
| 2022-2023 | tvN     | 還魂                                    | チン・ブヨン     | シーズン2、主演                    |        | 山根舞       |
| 2024      | Disney+ | ムービング                              | チャン・ヒス     |                                    |        | 白石涼子     |
| 2023-2024 | TVING   | もうすぐ死にます                        | イ・ジス         |                                    |        | N/A          |
| 2025      | tvN     | いつかは賢いレジデント生活              | オ・イヨン       | 『賢い医師生活』のスピンオフ、主演 |        | 山根舞       |
| 2025      | Netflix | この愛、通訳できますか?                 | チャ・ムヒ       | 主演                               |        |              |

## 受賞およびノミネーション
| 授賞式               | 年   | 部門             | 候補作品   | 結果       | Ref.   |
| -------------------- | ---- | ---------------- | ---------- | ---------- | ------ |
| 青龍映画賞           | 2022 | 新人女優賞       | Hunt       | ノミネート | [ 25 ] |
| Buil Film Awards     | 2022 | 新人女優賞       | Hunt       | ノミネート | [ 26 ] |
| 大鐘賞               | 2022 | 新人女優賞       | Hunt       | ノミネート | [ 27 ] |
| 釜山国際映画祭（ACA) | 2023 | 最優秀新人女優賞 | ムービング | 受賞       |        |